# 大美木豆
大美木豆（学名：Pericopsis elata），又名高大花檀、凸莖豆或凸聖豆，是一種豆科植物，生長在喀麥隆、剛果共和國、剛果民主共和國、科特迪瓦、加納及尼日利亞。它們受到環境破壞的威脅。

## 保育狀況
其被列為《瀕危野生動植物種國際貿易公約》（CITES）附錄二的物種，被限制出口及貿易。